# 玉勝間
玉勝間（たまがつま／たまかつま）は、江戸時代に国学者の本居宣長が書いた随筆。1005段よりなる。

## 概要

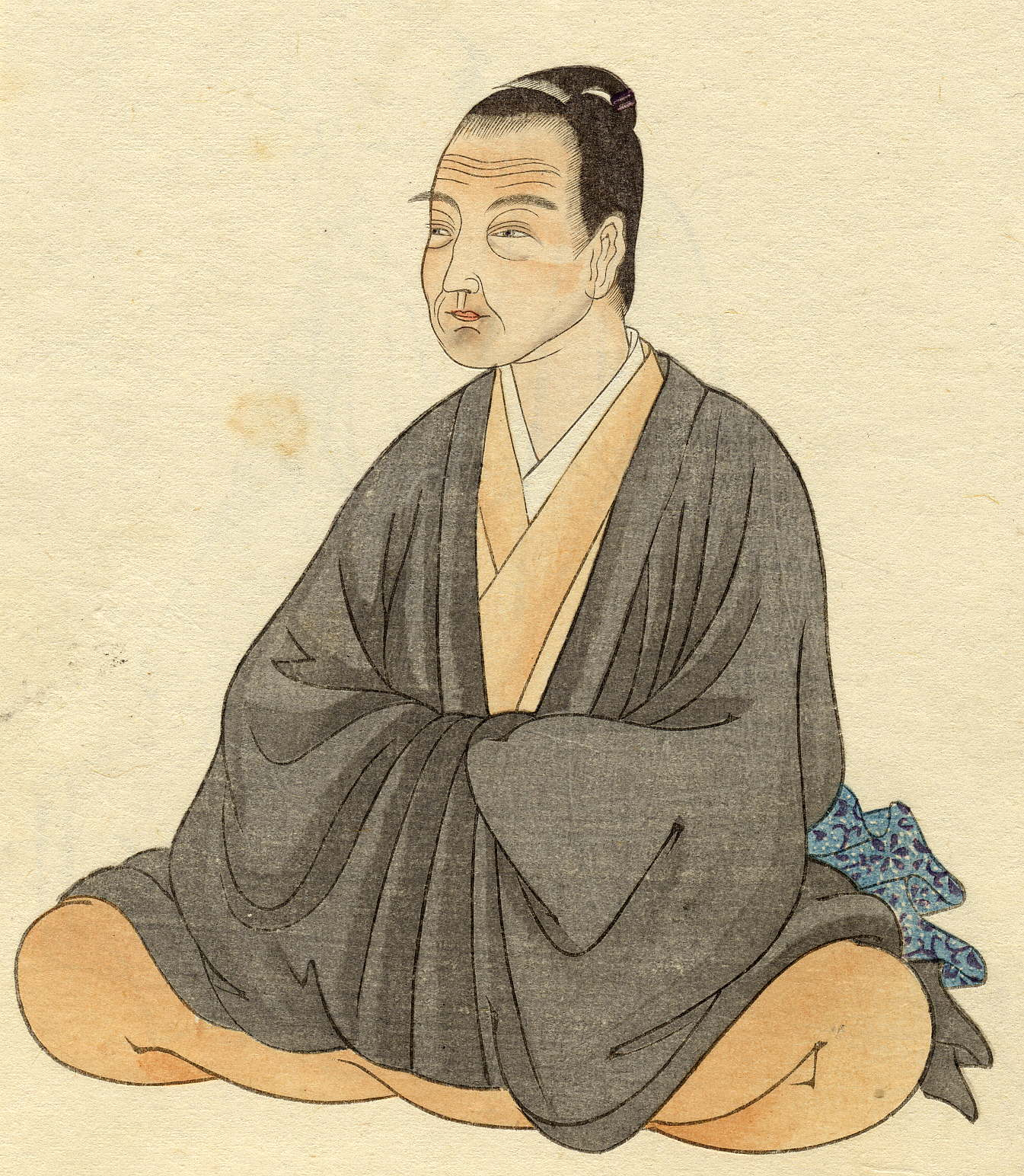
本書には宣長の生活・学問への傾注が記述されており、晩年の思想を知る上でも重要な書である。

14巻で目録が1巻。1793年（寛政5年）より起稿し、1801年（享和元年）までの記事を載せ、推敲を重ねて完成した後、1795年（寛政7年）から1812年（文化9年）の間に、3巻ずつ刊行された。文章はよく推敲された和文である。書名は「捨てるには惜しい物を籠に集めておく」という意味で命名された。各巻には植物に因む巻名と巻頭歌がある。

## 内容
宣長が古典研究で得た知識を収録し、有職故実や語源の考証、談話・聞書抄録など多様の分野にわたる学問・思想についての見解を述べたもので、とりわけ契沖や賀茂真淵への言及、自己の学問形成、漢意への批判などが知られている。いわゆる近世随筆と呼ばれるジャンルは、個人的な感想を述べる現代の随筆と違って考証や抜書が多く、自身の感想や意見を述べることは少ないが、本書はそれらが読み物としてバランス良く配列してある。また「葬礼婚礼など、ことに田舎には古く面白き事多し」とあるなど、民俗的視点をも備えている。

## 注解刊行本
- 松井博信『玉勝間・鈴屋集抄』立川文明堂〈中等國文解釋叢書・第3篇〉、1932年
- 小林爲三郎『全譯玉勝間詳解：全』大修館書店、1934年
- 村岡典嗣校訂『玉勝間』上下、岩波書店〈岩波文庫〉、1934年
- 平木四三二『玉勝間抄精義』修文館、1942年
- 久曾神昇編『正解玉勝間』弘文社、1944年
- 田口庸一『玉勝間・源氏物語玉の小櫛要解』有精堂〈文法解明叢書34〉、1957年
- 大野晋・大久保正編『本居宣長全集1』筑摩書房、1968年
- 吉川幸次郎ほか校注『本居宣長』岩波書店〈日本思想大系40〉、1978年
- 神道大系編纂会『神道大系 論説編25：復古神道』（梅澤伊勢三・高橋美由紀校注）1982年

### 現代語訳
- 吉田健一訳「玉勝間」『新井白石・本居宣長』（杉浦明平ほか訳）河出書房新社〈日本の古典21〉、1972年